# Mahmud al II-lea
Mahmud al II-lea (în turca otomană: محمود ثانى Mahmud-ı sānī), (n. 20 iulie 1785, Constantinopol, Imperiul Otoman – d. 1 iulie 1839, Constantinopol, Imperiul Otoman) a domnit ca sultan al Imperiului Otoman din 1808 și până la moartea sa în 1839. S-a născut la palatul Topkapi, din Constantinopol, fiind fiul sultanului Abdulhamid I. Domnia sa a rămas în istorie mai ales datorită largilor reforme administrative, fiscale și militare întreprinse, care au culminat cu Decretul Tanzimatului (Reorganizării) aplicat de fiii săi Abdülmecid I și Abdülaziz I. Mama lui era Valide Naksh-i-Dil Haseki (despre care s-a zvonit că ar fi verișoară cu soția lui Napoleon I, Josephine). În 1812 solul său a cedat teritoriul dintre Prut și Nistru, deoarece turcii pierduseră războiul cu rușii din 1806-1812.

## Urcarea pe tron
În 1808, predecesorul lui Mahmud al II-lea (și fratele său vitreg) Mustafa al IV-lea (1807–08) a ordonat executarea sa împreună cu vărul său, sultanul detronat Selim al III-lea (1789–1807), pentru a opri rebeliunea. Selim al III-lea a fost ucis, dar Mahmud a fost ascuns de mama sa și pus pe tron după detronarea de către rebeli a lui Mustafa al IV-lea. Liderul revoltei, Mustafa Bayrakdar, a devenit apoi vizir al lui Mahmud .

Circulă multe povești în jurul circumstanțelor tentativei de ucidere a lui Mahmud. O versiune a istoricului otoman din secolul al XIX-lea Cevdet 

## Domnia

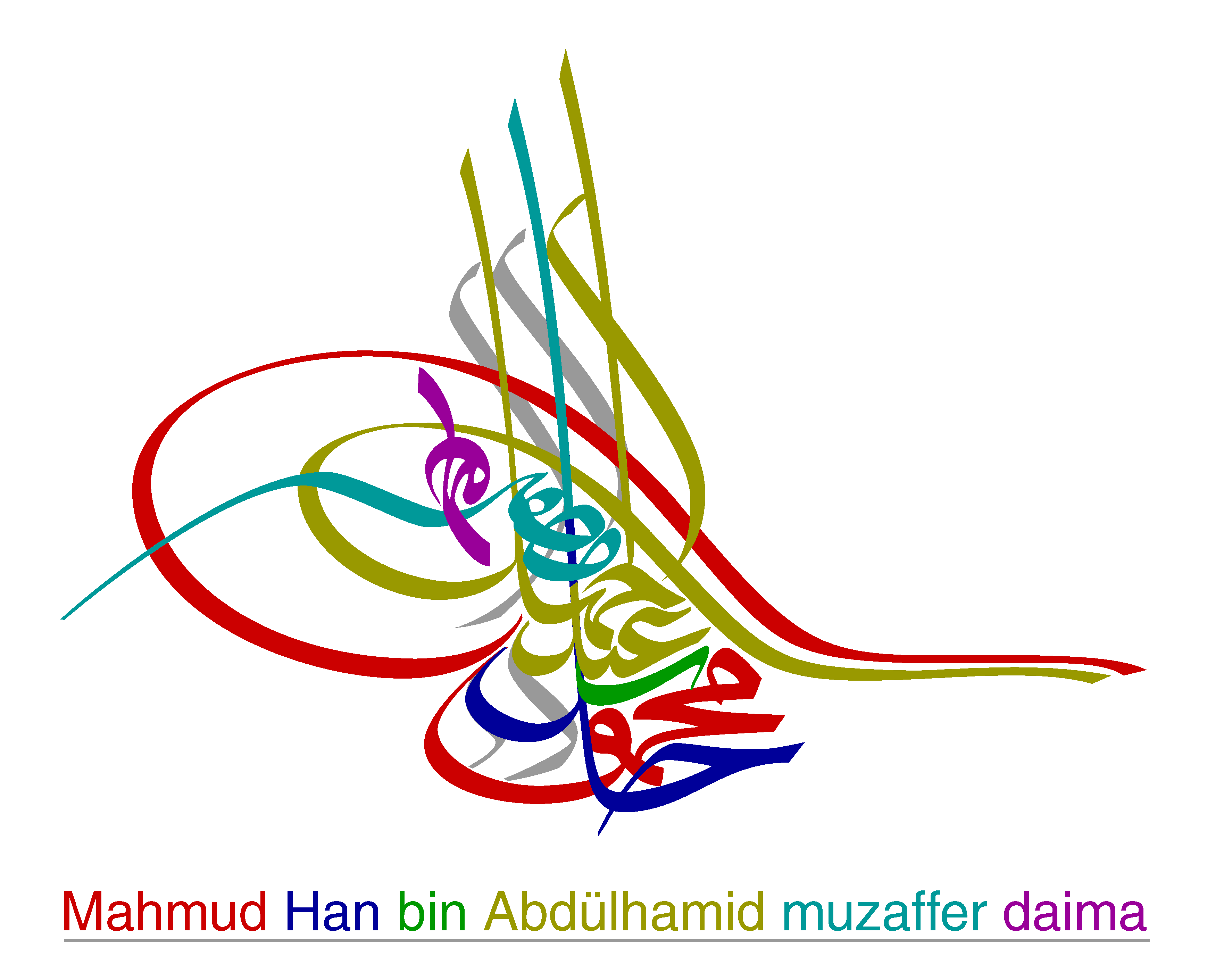
Semnătura stilizată a lui Mahmud al II-lea cu o caligrafie expresivă: Mahmud Han, fiul lui Abdülhamid, este veșnic biruitor.

Vizirul a luat inițiativa de a relua reformele frânate de lovitura de stat conservatoare din 1807 care îl adusese pe Mustafa al IV-lea la putere. Curând, însă, vizirul a fost asasinat de armata lui Ibrahim, iar Mahmud al II-lea a renunțat temporar la reforme. Eforturile de reformă ulterioare ale sultanului au avut mai mult succes.
În primii ani de domnie a lui Mahmud al II-lea, guvernatorul Egiptului Mehmet Ali Paşa a reușit să recucerească orașele sfinte Medina (1812) și Mecca (1813) de la saudiții din Nedjd.
Domnia sa a marcat prima mare pierdere teritorială a Imperiului Otoman, Grecia obținându-și independența în urma unui război izbucnit în 1821. În 1827, flotele britanice, franceze și rusești i-au învins pe otomani în bătălia de la Navarino; ca urmare, Imperiul Otoman a trebuit să recunoască independența Greciei prin Tratatul de la Constantinopol din iulie 1832. Acest eveniment, dublat de ocuparea provinciei otomane Algeria de către Franța începând cu 1830, a marcat începutul dezmembrării Imperiului Otoman. Popoarele neturce de pe teritoriul Imperiului, mai ales din Europa, au început să lupte pentru independență.
Printre cele mai importante acte ale domniei lui Mahmud al II-lea s-a numărat abolirea ienicerilor în 1826, ceea ce a permis înființarea unei armate în stil european, recrutată mai ales din rândurile turcofonilor din Rumelia și Asia Mică. Mahmud a fost cel care a pus capăt autonomiei mamelucilor din Irak în 1831. El a ordonat campanii militare în scopul eliminării celebrului Ali Paşa din Tepelena, în vârstă de 80 de ani, care organizase în Epir un stat quasi independent. L-a trimis pe Marele Vizir să-l execute pe eroul bosniac Husein Gradaščević.
A început pregătirile pentru reformele Tanzimatului în 1839. Tanzimatul a marcat începutul modernizării Turciei, și a avut efecte imediate asupra vieții sociale și legale din Imperiu, aducând influență europeană în stilul vestimentar, arhitectură, legislație, organizare administrativă și funciară.
A depus eforturi pentru revitalizarea tirului cu arcul. I-a poruncit elevului său, Mustafa Kani, să scrie o carte despre istoria, construcția și utilizarea arcurilor turcești, lucrare din care s-au aflat mare parte din informațiile actuale despre acestea.

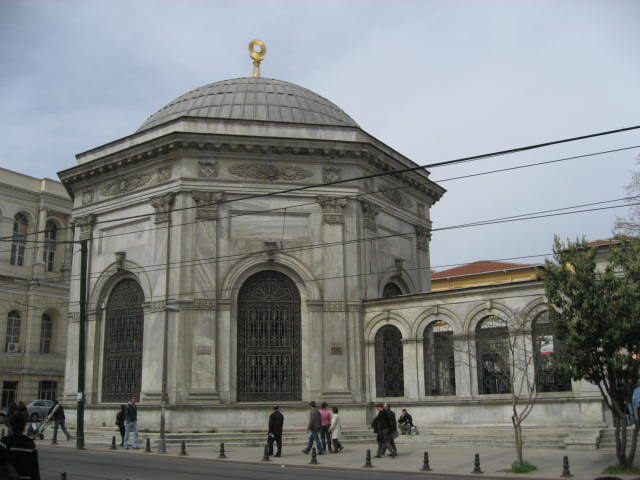
Mausoleul (türbe) Sultanului Mahmud al II-lea, aflat pe strada Divan Yolu.

Mahmud al II-lea a murit de tuberculoză la palatul Esma Sultana, Çamlıca, în 1839. I-a urmat la tron fiul său, Abdülmecid.